# 红尾猴
红尾猴、黑颊白鼻猴、红尾长尾猴或施密特长尾猴（Cercopithecus ascanius）是一种猴科灵长目动物。
科属分类：脊索动物门、哺乳纲、灵长目、猴科、长尾猴属。
分布地区：安哥拉、布隆迪、中非共和国、刚果、刚果民主共和国、肯尼亚、卢旺达、苏丹、坦桑尼亚、乌干达及赞比亚。
红尾猴通常是黑、红或橙色。